# Економічний детермінізм
Економі́чний детерміні́зм — це погляд на те, що людська поведінка, соціальні структури та моделі поведінки зумовлені економічними факторами. Найбільш повним формулюванням цього підходу є вислів Карла Маркса про те, що «буття формує свідомість».
Відповідно до економічного детермінізму, економічні відносини (наприклад, бути власником/капіталістом, бути робітником/пролетарем) є основою, на якій ґрунтуються всі інші суспільні та політичні устрої в суспільстві. Теорія підкреслює, що суспільства поділяються на конкуруючі економічні класи, відносна політична влада яких визначається природою економічної системи.